# 화학반응식
화학 반응식(化學反應式, 영어: chemical equation)은 화학 반응이 일어나면 반응하는 물질인 반응물과 반응물 사이에서 원자의 재배열이 일어나 새로운 결합을 형성하게 된 생성물을 화학식, 기호를 이용하여 나타낸 식이다. 화학반응식은 프랑스의 화학자 장 베갱이 1615년 최초로 도입했다.
화살표를 기준으로 하여 왼쪽에는 반응물, 오른쪽에는 생성물을 나타내는데, 예를 들어 A와 B가 반응하여 C와 D가 생성될 경우, A+B → C+D 로 해주어야 하며, 경우에 따라 (s), (l), (g), (aq)등을 뒤에 쓴다. (예:{\displaystyle {\ce {{A(s)}+B(aq)->{C(aq)}+D(g)}}}) 이 때, s는 solid(고체), l은 liquid(액체), g는 gas(기체), aq는 aqueous(수용액)를 나타낸다. 또한, 반응물과 생성물의 원자개수를 맞추어주어야 한다. 그리고 촉매, 반응조건 등은 화살표의 위쪽에 주로 기입하는 편이다.
경우에 따라서 엔탈피 변화를 언급할 때에는 뒤에 표기를 한다.
예> {\displaystyle {\ce {{2H2}+O2->2H2O\qquad \Delta {\mathit {H}}=576KJ/mol}}}

## 여러 가지 화학 반응식
1. 일반적인 반응식: 의 왼쪽에는 반응물을, 오른쪽에는 생성물을 표기한다.
2. 가역적인 반응식: ↔를 사용하여 반응이 가역적임을 표기한다.
3. 열화학 반응식: 반응물, 생성물 외에 반응열을 표시한다. 흡열반응에서는 →의 왼쪽에, 발열에서는 오른쪽에 열을 표기하거나, 또는 식의 다음에 엔탈피 변화량(ΔH 또는 dH)을 표기한다.
4. 알짜이온 반응식: 수용액 등에서 이온 등이 반응하는 경우에 반응에 참여한 이온만을 사용하여 반응식으로 나타낸다. 반응에 참여하지 않은 이온은 구경꾼이온이라고 불린다.

## 화학반응식의 예
2H2O → 2H2 + O2
2M + 2HA → 2MA + H2
N2 + 3H2 → 2NH3
{\displaystyle {\ce {CH4 + 2O2 -> CO2 + 2H2O}}}

## 화학반응식으로 알 수 있는 것들
1. 일반적으로 왼쪽에는 반응물을 오른쪽에는 생성물을 표기하기 때문에 어떤 물질이 반응하여 어떤 물질이 생성되었는지 쉽게 알 수 있다.[3]
2. 계수를 통하여 분자의 개수와 원자의 개수를 쉽게 알 수 있다.[3]

## 같이 보기
- 화학식
- 화학 반응
- 활성화 에너지
- 촉매